# Манкі Д. Луффі
Манкі Д. Луффі (яп. モンキー・D・ルフィ, Монкі Ді Руфі) на прізвисько «Солом'яний капелюх» (яп. 麦わら, Мугівара) — головний персонаж манги та аніме One Piece. Луффі є капітаном Піратів Солом'яного капелюха. Він з'їв диявольський плід Гума-Гума, завдяки чому він став «гумовою людиною», і, як наслідок, його тіло отримало здатність розтягуватися. Його головна мета — перетнути океанічну течію Гранд-Лайн, знайти скарб Ван-Піс, залишений Гол Д. Роджером, і стати Королем піратів.
З моменту своєї першої появи в манзі Луффі отримав визнання та популярність: сайт IGN поставив його на 22-е місце у списку найкращих аніме-персонажів. Образ Луффі був добре прийнятий критиками. З ним випускаються різноманітні товари, у тому числі брелочки, плюшеві іграшки та статуетки. В однойменній телеадаптації його роль виконав мексиканський актор Іньякі Годой.

## Історія створення
Створюючи Луффі, Еїтіро Ода, творець манги, хотів, щоб він був мужнім, а за зразок мужності він брав персонажів з манги Dragon Ball Акіри Торіями. Ода дав персонажу здатність розтягуватися, немов гума, тому що, на його думку, ця здатність дуже підходить до характеру Луффі, і вона досить комічно виглядає. Луффі був задуманий таким чином, щоб усі його думки та емоції були зрозумілі, тому він постійно говорить і робить те, що справді думає. Спочатку Ода планував назвати диявольський плід Луффі просто «Гумовим фруктом», проте редактор сказав йому, що гумовий фрукт існує в реальному житті, і Ода вирішив перейменувати плід у Гума-Гума, і, за його словами, не шкодує про це рішення.

## Опис

### Особистість
Луффі — худорлявий хлопець середнього зросту з чорним волоссям. Під лівим оком у нього знаходиться шрам, отриманий ним у дитинстві, коли він намагався довести Шанксу, що він дорослий. Він постійно носить солом'яний капелюх, який йому віддав Шанкс, протягом усієї першої частини він носить жилет, шорти та сандалії. У другій половині серіалу, після дворічного тренування, Луффі носить замість жилета сорочку з довгими рукавами та жовтий пояс. На грудях у нього з'являється великий X-подібний шрам, залишений адміралом Акаїну.
Луффі за характером вкрай безтурботний, проте він дуже доброзичливий і добрий. Він часто буває наївним і робить багато дурниць, проте при необхідності може приймати вкрай неординарні рішення. Він також відрізняється безстрашністю, багато в чому його сміливість є наслідком його дурості. Здійснюючи якийсь вчинок, Луффі рідко коли думає про наслідки. Луффі дуже любить їсти, його улюблена їжа — м'ясо. Щоразу, коли він зустрічає когось незвичайного, він запрошує його до себе в команду. Багато персонажів манги та аніме відзначали, що Луффі дуже схожий характером на Гол Д. Роджера. Незважаючи на всі свої дивацтва, він здатний перетворювати на своїх союзників навіть своїх ворогів: через його здатність з легкістю заводити собі соратників він був названий найнебезпечнішою людиною у всіх морях. Луффі дуже відданий своїм друзям, і заради своїх соратників він неодноразово ризикував своїм життям. Він намагається не вбивати своїх ворогів: за словами Еїтіро Оди, він робить це не з жалю до противника, навпаки, він робить це для того, щоб принизити їх ще сильніше, тому що для пірата втратити свою мрію — ще гірше, ніж померти.
Нагорода за голову: наприкінці арки «Арлонг-Парк» за Луффі призначено нагороду в 30 000 000 беллі, після арки «Алабаста» — 100 000 000 беллі, після арки «Еніес-Лоббі» — 300 000 0 000 000 беллі, перемігши Донкіхота Дофламінго на острові Дрессроза, він отримує нагороду в 500 000 000 беллі, після подій на території одного з імператорів морів Великої Мамочки — 1 500 000 000 беллі, а після арки «Країна Вано», перемігши одного з імператорів, Кайдо, його нагорода зросла до 3 000 000 000 беллі.

### Сила та здібності
У дитинстві Луффі з'їв диявольський фрукт гума-гума (проте пізніше виявляється, що П'ять Старійшин у минулому перейменували плід Людина-Людина Типу: міфічний зоан Модель: Бог сонця, Ніка, щоб приховати його), і, як наслідок, його тіло набуло властивостей гуми: Луффі здатний розтягувати своє тіло, і він практично невразливий до електричних розрядів і дробової зброї. До пробудження, незважаючи на властивості гуми, плід Луффі є парамецією, а не логією, адже його тіло лише здатне імітувати властивості гуми (тягтися, не пропускати електрику тощо), але не складається з неї. Він вважає за краще битися в рукопашному бою, постійно використовуючи здатність свого диявольського плоду. Як і всі люди, що з'їли диявольський плід, Луффі не вміє плавати і при зануренні у воду каменем падає на дно, а також слабшає, якщо поруч з ним знаходиться мінерал «морський камінь» (Кайросекі), що нейтралізує силу диявольського плоду. За власним твердженням, Луффі дуже багато тренувався, внаслідок чого його сила, витривалість і швидкість набагато перевершують ті, що є у звичайної людини. Крім того, у нього неймовірно сильна воля, яка не раз допомагала йому досягти своєї мети.
Будучи «гумовою людиною», Луффі може використовувати так звані «гіри» або «передачі»: є «друга», «третя», «четверта» і «п'ята» передачі. «Перша передача» — це стан, коли Луффі не використовує передачі. Під час використання другої передачі Луффі стискає частину свого тіла, тим самим прискорюючи кровотік і значно підвищуючи свою силу і швидкість. Коли Луффі застосовує третю передачу, то він робить на своєму тілі дірку і закачує туди повітря, тобто «надуває» частину свого тіла — зазвичай руку або ногу — до гігантських розмірів, у такий спосіб значно підвищуючи руйнівну міць свого удару. Можна використовувати обидва гіри одночасно, однак це дуже сильно вимотує Луффі. «Четверта передача» — для його застосування Луффі «надуває» свої м'язи і покриває їх волею озброєння. Луффі стає «пружною» людиною. У такому стані його тіло стає настільки пружним, що воно починає скакати подібно до м'ячика. Відмінною особливістю техніки є те, що Луффі вже не розтягує кінцівки, а подібно до пружини стискає їх всередину, а потім вистрілює ними. Швидкість і міць атак Луффі багаторазово зростають. Ця техніка відкриває Луффі ще одну техніку з «Шістьох військових стилів» — Місячна хода. При використанні п'ятої передачі, Луффі стає практично непереможним, і може все оточення робити гумовим, тим самим підлаштовувати оточення в битві під себе. П'яту передачу не можна відтворити, її можна використовувати тільки пробудивши міфічний зоан Ніки — бога сонця у всесвіті One Piece. Перебуваючи в п'ятій передачі, здібності Луффі значно збільшуються, наприклад, він може перетворюватися на гіганта або збільшувати частини свого тіла до значно більших розмірів, ніж у третьому гірі, крім того, він робить це без необхідності закачувати в них повітря. Також він здатний робити тіла своїх суперників і своє оточення гумовим. У бою з Кайдо Луффі буквально зловив блискавку (природну) і метнув її в нього.
Після дворічного тренування Луффі опановує всі три типи волі. Воля озброєння дозволяє йому покривати тіло невидимою бронею, а також використовувати її при ударі і збільшувати його силу. Воля спостереження дозволяє йому передбачати дії ворогів та відчувати, коли вони поряд. Нарешті, Луффі один з тих небагатьох, хто має здібності королівської волі, що дозволяє позбавляти свідомості супротивників зі слабкою силою волі одним поглядом. У першій частині серіалу Луффі кілька разів її неусвідомлено використовує, але згодом вчиться її контролювати. В арці Вано Луффі навчається нової форми волі озброєння — Рюо, за допомогою якої можна завдавати шкоди нутрощам ворога, а також просунутій формі королівської волі, якій можна покривати тіло і завдавати атаки, не торкаючись ворога. Використовуючи одночасно другу передачу і волю озброєння, Луффі використовує «Удар Алого Яструба», при якому його кулак загоряється, і при ударі завдає ворогові сильної шкоди. Коли Луффі воював з Магелланом, той отруїв його за допомогою свого диявольського плоду, проте Луффі вижив і в результаті отримав імунітет до багатьох отрут.

## Появи

### One Piece
На початку серіалу Луффі стає друзями зі знаменитим піратом «Рудим» Шанксом. Луффі випадково з'їдає плід Гума-Гума, який був у Шанкса, внаслідок чого Шанкс рятує Луффі від морського звіра — володаря морів — ціною своєї руки. Випливаючи з рідного міста Луффі, Шанкс віддає йому свій солом'яний капелюх і бере з нього обіцянку: коли Луффі стане Королем піратів, тоді й поверне його. Через десять років після тих подій Луффі вирушає в плавання океаном Іст-Блю, щоб зібрати собі команду. Першим, хто до нього приєднався, став фехтувальник Ророноа Зоро, колишній мисливець на піратів. Потім до нього приєднується злодійка на ім'я Намі, яка стала в його команді штурманом, довгоносий боягузливий брехун Усопп, що став каноніром, і кок Санджі, закінчений донжуан. Команда Луффі згодом стала відома, як «Пірати Солом'яного капелюха», і перемогла таких лиходіїв, як капітан Морган, «Клоун» Баггі, капітан Куро, Дон Крейг. Згодом Намі залишає команду і виганяє корабель, щоб викупити своє село у риболюдини Арлонга, який безперестанку її тероризує, проте Луффі долає Арлонга і повертає Намі в команду.
Луффі вирушає на Гранд-Лайн, однак, коли він зупиняється в найближчому до нього порту Логтауні, за ним починає слідувати дозорний на ім'я Смокер. Смокеру майже вдається схопити Луффі, але його рятує загадковий чоловік у балахоні на ім'я Драгон. На Гранд-Лайн до Луффі приєднується принцеса Нефертарі Віві, чия країна Алабаста, розташована на пустельному острові, перебуває у стані громадянської війни. Віві з'ясувала, що за кровопролиттям у її країні стоїть Крокодайл, один із семи Великих корсарів, і Луффі вирішує їй допомогти. По дорозі, зупинившись на острові Драм, він запрошує собі в команду оленя Тоні-Тоні Чоппера, який стає судновим лікарем. В Алабасті Луффі бореться з Крокодайлом і перемагає його, тим самим припиняючи війну. Віві залишається в Алабасті, а друзі продовжують свій шлях. Незабаром після подій на острові Алабаста до команди Луффі приєднується Ніко Робін, дівчина-археолог, яка вміє читати написи на стародавніх каменях-понегліфах, колишня права рука Крокодайла.
Просуваючись далі, Луффі знайомиться з піратом Маршаллом Д. Тічем, який, як і Луффі, мріє стати Королем піратів. Потім команда прибуває на небесний острів Скайпія, де триває війна між двома народами. Луффі перемагає правителя острова «бога» Енеля, і на Скайпії настає мир. Незабаром після пригод на острові Скайпія команда стикається з адміралом дозорців Кудзаном, який розповідає команді, що знання Робін по негліфах невигідні Світовому уряду: у написах на понегліфах містяться докази про те, що Світовий уряд прийшов до влади сумнівним шляхом. Луффі відмовляється видавати Робін уряду і намагається битися з Кудзаном, але той легко перемагає його. Команда допливає до суднобудівної верфі Вотер-Севен, де вони вступають у конфлікт із бандою кіборга Френкі. Незабаром Робін захоплює таємна організація Світового уряду CP-9, проте Пірати Солом'яного капелюха разом з Френкі, який приєднався до них, намагаються її врятувати і оголошують війну Світовому уряду, стерши з землі острів-в'язницю «Еніес-Лоббі», а Луффі перемагає найсильнішого агента CP-9 Роба Луччі і рятує Робін.
Команда потрапляє на гігантський корабель «Трилер-Барк», де знайомиться з скелетом на ім'я Брук. На «Трилер-Барку» капітаном є Гекко Морія, один із семи корсарів. Його здатність — викрадати тіні живих істот та з їхньою допомогою пожвавлювати зомбі. Луффі перемагає Морію, після чого до Брука повертається його тінь, і він стає частиною команди, де виконує обов'язки музиканта. На архіпелазі Сабаоді, який знаходиться близько до кінця першої половини Гранд-Лайну, Луффі знайомиться з Сільверсом Рейлі, колишнім першим помічником у команді Гол Д. Роджера. Незабаром Луффі його друзі стикаються з Бартоломьо Кумою, який телепортує кожного члена команди у різне місце.
Луффі опиняється на острові Амазон Лілі, де живуть тільки жінки на чолі з Боа Хенкок, яка ненавидить чоловіків. Луффі стає відомо, що його прийомного старшого брата Портгаса Д. Ейса захопив Чорна Борода, який виявився Маршалом Д. Тічем. Він видав Ейса Морському дозору, і скоро Ейса стратять. Також стає відомо, що один із чотирьох імператорів, «Білоус» Едвард Ньюгейт, вирішує зібрати всю свою флотилію і врятувати члена своєї команди Ейса з рук дозорних. Несподівано для всіх, Хенкок закохується в Луффі та допомагає йому пробратися до в'язниці Імпел-Даун, де тримають Ейса, але Луффі запізнюється, тому що Ейса повезли на публічну страту до Генштабу Морського дозору — Марінфорда. В Імпел-Дауні Луффі бореться з Магелланом, який отруює його за допомогою сили свого диявольського фрукту, але Луффі дивом вдається вижити. Луффі звільняє багатьох піратів із в'язниці, зокрема Баггі, Крокодайла та риболюдину Джімбея, які стають його союзниками, а потім вирушає до Генштабу Морського дозору. Одночасно Ньюгейт і його флотилія також добираються до Марінфорда, і починається битва. Головнокомандувач дозорних Сенгоку оголошує, що батько Луффі — Манкі Д. Драгон, який очолює Революційну армію і веде активну боротьбу проти Світового уряду, один із найрозшукуваніших злочинців у світі, а дід — Манкі Д. Гарп, один із найсильніших дозорних, віце-адмірал, що колись переслідував і бився на рівних із самим Гол Д. Роджером, а також став прийомним дідом Ейса на його прохання. Луффі звільняє Ейса, але Ейса вбиває адмірал Сакадзукі, через що Луффі впадає у відчай. Якийсь час Луффі важко переживає втрату Ейса і навіть хоче відмовитися від мрії стати Королем піратів, вважаючи себе занадто слабким, але Джімбей допомагає йому знову знайти надію. Після того, як Луффі оговтується від втрати Ейса, Рейлі радить йому і його команді залишитися в тих місцях, куди їх відправив Кума, і потренуватися два роки, перш ніж вирушати в Новий світ. Луффі подає знак своїй команді через газету, і ті починають тренування, кожен член під керівництвом свого вчителя, а Луффі під керівництвом Рейлі. Рейлі навчає Луффі володіти всіма трьома видами волі.
Через два роки команда Солом'яного капелюха возз'єднується на архіпелазі Сабаоді, і зустрічаються на «Саузенд Санні», що охоронявся Бартоломью Кумою, який, як з'ясовується, таємно допомагав Луффі, і в обмін на можливість допомоги Луффі його роботизував і позбавив своєї волі професор Вегапанк. Герої покривають корабель міхуром і вирушають під Ред-Лайн, через острів Риболюдей. На острові Риболюдів намагається влаштувати державний переворот риболюдина на ім'я Ході Джонс, фанатично відданий ідеям Арлонга про те, що люди — нижчі створіння порівняно з риболюдьми. Стає відомо, що принцеса русалок Шірахоші, з якою потоваришував Луффі, здатна повелівати володарями морів і, таким чином, є Посейдоном — однією з трьох легендарних зброй, здатних знищити світ. Луффі рятує Шірахоші та сстрів Риболюдей від Джонса, звернувши на себе увагу «Великої Мамочки» Шарлотт Лінлін, однієї з Імператорів морів, а потім пропонує Джімбею вступити до нього в Команду, але Джімбей відповідає, що зробить це пізніше.
Прибувши до Нового світу, друзі опиняються на острові Панк Газард, одна половина якого заморожена, а інша палає вогнем. Тут Луффі зустрічає Трафальгара Лоу, що став одним із Великих корсарів. Разом вони укладають союз проти Кайдо, одного з Імператорів морів. На острові вони перемагають Цезаря, який розробляв зброю масового знищення. Потім вони вирушають до королівства Дрессроза, яким править Великий корсар Донкіхот Дофламінго, щоб знищити фабрику штучних диявольських плодів і таким чином посунути Кайдо до поразки. Після перемоги над Дофламінго та руйнування фабрики Луффі та частина команди (інша частина рушила у Вано) прибувають на острів Дзо, який розташувався на спині колосального слона Зуніші, який населений народом мінків – напівлюдей, напівтварин. Незадовго до цього їх атакував Джек, один із підлеглих Кайдо, але Солом'яні капелюхи допомагають мінкам. Санджі змушують плисти в землі Великої Мамочки, тому команди Луффі, а також мінки Керрот та Педро вирушають за ним. На території Великої Мамочки Луффі та Капоне Бедж роблять замахи на Велику Мамочку, але вона виживає, і герої рятуються втечею. Педро жертвує собою заради втечі інших, Луффі в Дзеркальному світі бореться з Катакурі, а Керрот пробуджує свою справжню силу — сулонг — під час повного місяця.
Успішно втікши від Великої Мамочки і забравши Санджі, команда возз'єднується в країні Вано, де править йонко Кайдо. Луффі вступає в битву з ним, але майже відразу ж зазнає поразки і вирушає до в'язниці. Там він зустрічає старого Хьйогуро, який навчає його новій формі волі — рюо, і пізніше вони втікають. Луффі, його друзі і «9 червоних піхов» і 5000 самураїв вторгаються на Онігашіму — фортецю Кайдо і місце, звідки він править. Луффі знову бореться з ним і знову програє та падає у море. Команда Лоу ловить його, а Кодзукі Момоноске, син колишнього правителя Вано, повертає його на Онігашіму. Тим часом Кайдо за допомогою сили свого плоду буквально підняв острів на небо з метою обрушити його на столицю Вано. Луффі знову вступає в поєдинок з Кайдо, в ході якого останній сильно слабшає, проте агент СР0 заважає Луффі і той знову програє. Кайдо розчарований таким нецікавим результатом, проте Луффі пробуджує свій плід Гума-Гума (який насправді є плодом Людина-Людина Тип: Міфічний зоан, модель: Ніка), перетворюючись буквально на бога Сонця і нарешті долає Кайдо. Друзі разом із жителями Вано святкують перемогу. Їм намагається перешкодити новий адмірал Дозору — Арамакі — але Шанкс проганяє його.
Зараз дія розгортається на Яйцеголовому острові, землі майбутнього, де знаходиться лабораторія доктора Вегапанка, якого Світовий уряд вирішив усунути, а Луффі, який отримав звання Імператора морів, і команда вирішила його врятувати.

### Інші медіа
Луффі присутній у всіх відгалуженнях аніме-серіалу та манги: у повнометражних фільмах, в OVA та в іграх. Існує епізод-кросовер One Piece, де присутні також персонажі Toriko. Через рік вийшла серія-кросовер з персонажами One Piece, Toriko та Dragon Ball Z, відповідно, в обох цих серіях присутній Луффі. Еїтіро Ода і Акіра Торіяма разом створили мангу-кросовер Cross Epoch, що вийшла в 2006 році, де присутні персонажі One Piece і Dragon Ball Z. Луффі з'являвся також в іграх-кросоверах: Battle Stadium D.O.N (GameCube і PlayStation 2), Jump Super Stars (Nintendo DS), Jump Ultimate Stars (Nintendo DS) та J-Stars Victory VS (PlayStation 3, PlayStation Vita).

## Сприйняття
Луффі тричі був на першому місці в списку популярності персонажів манги, що виходить у японському журналі Weekly Shonen Jump. Майк Макфарланд і Крістофер Сабат, що озвучували дубляж Funimation Entertainment, відзначали, що Луффі більш харизматичний, ніж Гоку, головний герой Dragon Ball. Луффі був номінований на нагороду Japanese Animation Awards 2008 у номінації «Кращий чоловічий персонаж», проте поступився Алукарду з манги «Хеллсінг». Сайт IGN поставив його на 22-е місце у списку найкращих аніме-персонажів.
T. H. E. M. Anime Reviews охарактеризував Луффі, як «милого ідіота», вважаючи його дуже оптимістичним та ідеалістичним. В огляді четвертого повнометражного фільму Dead End Adventure The Star Online зазначає, що Луффі «відмінний боєць», але в той же час «абсолютно пустоголовий». Ріка Такахаші у своїй статті на сайті EX.org зазначала, що здібності Луффі у вигляді розтягування виділяють його серед головних героїв манги в жанрі сьонен, і вважала, що вони привнесли в серіал «щось свіже та цікаве». Anime News Network порівняв Луффі з головним героєм аніме та манги Rurouni Kenshin Хімурою Кенсіном, оскільки обидва мають схожі характери. Mania Entertainment назвала Луффі «великим сьоненовським героєм».
На подяку за те, що Еїтіро Ода в 2016 році пожертвував 8 мільйонів доларів на відновлення свого рідного міста Кумамото після землетрусу, за указом губернатора було встановлено пам'ятник Луффі навпроти будівлі адміністрації префектури.